# Density 21.5
Density 21.5 ist eine Komposition für Querflöte solo von Edgar Varèse. Das 1936 entstandene Stück gilt als richtungsweisende Komposition des 20. Jahrhunderts innerhalb des Repertoires für Flöte solo.

## Entstehung
Der aus Paris stammende Komponist Edgar Varèse, seit 1927 US-amerikanischer Staatsbürger, schrieb Density 21.5 im Auftrag des gleichfalls aus Frankreich stammenden Flötisten Georges Barrère im Januar 1936; im Jahr 1946 revidierte er das Werk. Barrère war von der einflussreichen Mäzenin Elizabeth Sprague Coolidge mit einer Flöte aus Platin beschenkt worden, einem bis dahin unüblichen Material für ein Instrument, das – sofern nicht aus Holz – zumeist aus Silber oder Gold gefertigt wird. Der von Varèse gewählte Titel des zur Einweihung von Barrères Platinflöte komponierten Werkes nimmt Bezug auf dieses spezielle, sehr schwere Edelmetall, dessen Dichte (engl. ‚Density‘) 21,5 g/cm³ beträgt.

## Aufbau
Das Werk mit einer Spieldauer von etwa 4 Minuten umfasst 61 Takte. Ein die Komposition eröffnendes Motiv aus absteigender kleiner, gefolgt von aufsteigender großer Sekunde ist Keimzelle einer Entwicklung, die fast den gesamten Tonbereich der Querflöte (von c1 bis d4) durchmisst. Die Nutzung der verschiedenen Register der Flöte mit ihren spezifischen Ausdrucksmöglichkeiten ist neben thematischer Entwicklung und Aufweitung der Intervalle konstruktiver Bestandteil der mit differenzierten Dynamikanweisungen versehenen Komposition. In der ersten Hälfte bewegt sich die Musik in tiefen und mittleren Lagen des Instrumentes, während in der zweiten Hälfte vorwiegend die hohen bis höchsten Register genutzt werden.
Vermutlich zum ersten Mal in der Geschichte der Querflöte nutzt Varèse explizit Klappengeräusche als zusätzliches Ausdrucksmittel. In einer dreitaktigen Passage kennzeichnen Kreuze über den Noten Töne, bei denen die Klappen kräftig geschlagen werden sollen, um zusätzlich zum angeblasenen Ton einen perkussiven Effekt zu erzeugen.